# Lista de arranha-céus de Goiânia
Esta é a lista de "arranha-céus" (predios mais altos) de Goiás, estado localizado na Região Centro-Oeste do país, no Planalto Central brasileiro. Segundo a Emporis, o Brasil possui cinco das cem cidades com a maior quantidade de arranha-céus do mundo: São Paulo, Goiânia, Rio de Janeiro, Recife e Balneário Camboriú. Atualmente o maior arranha-céu de Goiás é o Orion Complex com 191 metros, localizado em Goiânia, foi o mais alto do Brasil nos anos de 2018 a 2019. Já o edifício residencial mais alto de Goiânia será o City Park, um complexo construído pela City Soluções Urbanas de 53 pavimentos, com 188 metros de altura.

## Mais altos edifícios construídos
|                             | Nome                        | Imagem | Localização | Altura (m) | Pavimentos | Conclusão | Arquitetura           |
| --------------------------- | --------------------------- | ------ | ----------- | ---------- | ---------- | --------- | --------------------- |
| 1                           | Orion Complex               |        | Goiânia     | 191,48 m   | 50         | 2018      | MKZ Arquitetura       |
| 2                           | City Park                   |        | Goiânia     | 188 m      | 53         | 2031      | City Soluções Urbanas |
| 3                           | Kingdom Park Residence      |        | Goiânia     | 181 m      | 52         | 2019      | Sim Empreendimentos   |
| 4                           | WTC - Goiânia               |        | Goiânia     | 176 m      | 40         | 2024*     | Consciente            |
| 5                           | Blanc Casa Design           |        | Goiânia     | 173,88 m   | 47         | 2024      | O.M. City             |
| 6                           | Legacy City Home            |        | Goiânia     | 173 m      | 44         | 2025*     | O.M. City             |
| 7                           | Sky Garden Marista          |        | Goiânia     | 173 m      | 51         | 2023      | CFMais                |
| 8                           | Epic City Home              |        | Goiânia     | 172,85 m   | 50         | 2024*     | O.M. City             |
| 9                           | Sky Garden Flamboyant       |        | Goiânia     | 170 m      | 54         | 2025*     | Palme Inc.            |
| 10                          | Arte Verde Marista          |        | Goiânia     | 168 m      | 48         | 2024*     | CFMais                |
| 11                          | Da vinci Lago das Rosas     |        | Goiânia     | 160 m      | 46         | 2025*     |                       |
| 12                          | City Ricardo Paranhos       |        | Goiânia     | ~150 m     | 40         | 2024*     | O.M. City             |
| 13                          | Premier Vision              |        | Goiânia     | 148 m      | 44         | 2014      |                       |
| 14                          | Premier Unique              |        | Goiânia     | 142 m      | 44         | 2012      |                       |
| 15                          | Horizonte Parque Flamboyant |        | Goiânia     | 130 m      | 46         | 2022      |                       |
| 16                          | L’essence Platine           |        | Goiânia     | 130 m      | 32         | 2011      |                       |
| 17                          | L'essence Suíça             |        | Goiânia     | 130 m      | 32         | 2008      |                       |
| *Data prevista de conclusão |                             |        |             |            |            |           |                       |

### Linha do tempo do edifício mais alto do Brasil
Esta tabela lista edifício que já foi em um ponto o edifício mais alto do Brasil.
| Nome           | Imagem | Localização | Arquitetos | Anos como o mais alto | Altura (m) | Pavimentos | Notas  |
| -------------- | ------ | ----------- | ---------- | --------------------- | ---------- | ---------- | ------ |
| Complexo Orion |        | Goiânia     |            | 2018–2019             | 191        | 50         | [ 11 ] |